# کلان‌شهر مستقل ویرال
کلان‌شهر مستقل ویرال (به انگلیسی: Metropolitan Borough of Wirral) یک کلان‌شهر مستقل در انگلستان است که در مرزیساید واقع شده‌است.

## خواهرخوانده
شهر سیبیو خواهرخواندهٔ کلان‌شهر مستقل ویرال هست.